# Wrong Way Up
Wrong Way Up je společné studiové album britských hudebníků Johna Calea a Briana Ena z roku 1990. Deska obsahuje deset autorských písní s celkovou stopáží 41 a půl minuty. Převážná část alba byla nahrána v Enově vlastním studiu ve Woodbridge. Dvojice spolu v minulosti mnohokrát spolupracovala, avšak nikdy nenatočila společnou desku. Na albu se podíleli jak Caleovi (David Young), tak i Enovi (Rhett Davies) dlouholetí spolupracovníci, stejně jako Enův bratr Roger. Pro Calea jde o druhé kolaborativní album vydané v tomto roce. Již v dubnu totiž vydal společnou nahrávku s Lou Reedem nazvanou Songs for Drella.

## Před vydáním
Angličan Brian Eno v minulosti působil ve skupině Roxy Music, později byl producentem nahrávek mnoha interpretů (Talking Heads, Devo, U2) a v době vydání alba Wrong Way Up za sebou měl již řadu sólových nahrávek. Podobně na tom byl Velšan John Cale, který v šedesátých letech hrál se skupinou The Velvet Underground, později byl rovněž producentem (Patti Smith, Squeeze, Happy Mondays) a také měl na svém kontě mnoho sólových nahrávek. Dvojice spolu začala pracovat již v sedmdesátých letech. Eno hrál na Caleových sólových deskách Fear (1974), Slow Dazzle, Helen of Troy (obě 1975), Caribbean Sunset (1984) a produkoval jeho album Words for the Dying (1989). Cale se podílel na Enových albech Another Green World (1975) a Music for Films (1978). Spolu s Nico a Kevinem Ayersem rovněž oba hráli na koncertním albu June 1, 1974.
Album Wrong Way Up mělo být původně koncipováno jako divadelní představení, ve kterém budou na jevišti dva muži hrající karty hovořit o sexuální orientaci. To však nebylo uskutečněno. Tato nahrávka má kořeny v Caleovu albu Words for the Dying z předešlého roku, na němž se nachází skladba „The Soul of Carmen Miranda“ stylově podobná právě této desce. Autorsky se na ní podílel jak Cale, tak i Brian Eno. Právě tato píseň je přiměla nahrát celé společné album. Nahrávání alba začalo v dubnu a skončilo v červenci 1990. Z důvodu zaneprázdněnosti obou hudebníků jinými projekty však byla převážná část alba nahrána za deset dní.
Nahrávalo se v Enově vlastním studiu Wilderness Studio v Suffolku. Následný mixing, mastering a další zvukové úpravy nahrávek probíhaly v jiných studiích v New Yorku (písně „Footsteps“ a „In the Backroom“), Londýně (mixing počátkem srpna 1990 a mastering v jiném studiu) a Hollywoodu (mastering). Po dokončení alba začaly vznikat mezi ústřední dvojicí spory. Eno při mixování alba odstranil některé části, s čímž Cale nesouhlasil.

## Vydání
Album bylo uvedeno na trh dne 16. října 1990. Vydala jej vydavatelství Opal Records ve spolupráci s Warner Bros. Records (Amerika, Evropa) a Land Records (Spojené království). V roce 1990 vyšlo ve třech formátech: na gramofonové LP desce, kompaktním disku a audiokazetě. V roce 1992 jej na LP a CD publikovala společnost All Saints Records. Roku 2005 jej společnost Hannibal Records uvedla v reedici. Byla představena ve dvou verzích, přičemž každá obsahovala dvě bonusové skladby. Na americké byly písně „You Don't Miss Your Water“ a „Palanquin“, zatímco pro distribuci ve zbytku světa byla druhá nahrazena písní „Grandfather's House“. Autorská práva na písně vlastnily společnosti Upala Music/Hamstein a John Cale Music Inc./BMI, kromě Enovy sólové písně „The River“, jejíž autorská práva náleží pouze první dvojici společností.
Jde o první desku po mnoha letech, na které Eno zpíval. Naposledy zpíval na svém albu Before and After Science (1977) a následně vydával ambientní alba. Přestože Eno původně souhlasil s tím, že na podporu alba odehraje s Calem také několik koncertů, nakonec od toho odstoupil. Ještě před vydáním se dvojice rozkmotřila (hlavním důvodem byly odstraněné party a Enův neuskutečněný slib ohledně koncertů – Cale původně chtěl s Enem podepsat i smlouvu, ten však podle jeho slov souhlasil pouze verbálně a když se měly koncerty začít plánovat, prohlásil, že nikdy nic takového neslíbil) a Eno prohlásil, že s Calem již nikdy spolupracovat nebude. Na obalu alba se nachází dvě fotografie oddělené linií dýk, což naznačuje jejich spory. Reedice z roku 2005 má obal upravený a dýky se zde nevyskytují. Autorem obalu byl Brian Eno a v jeho bookletu bylo poděkování čtrnácti lidem, včetně Caleovy tehdejší manželky Risé. Na podporu alba vyšel telefonický rozhovor doplněný o některé skladby pod názvem Words and Music from Wrong Way Up.
Z alba bylo vydáno také několik singlů. Jeden 7" obsahoval píseň „Spinning Away“ upravenou Kevinem Laffeyem a na straně B byla „Grandfather's House“. Další singl obsahoval kromě těchto písní ještě „Palanquin“ a byl vydán na 12" desce. Další 12" singl opět obsahoval písně „Grandfather's House“ a „Palanquin“, tentokrát doplněné o „One Word“. Dále bylo vydáno EP obsahující upravenou verzi písně „One Word“, albovou verzi „Empty Frame“, „You Don't Miss Your Water“, remix písně „One Word“ a na pátém místě „Grandfather's House“.

## Skladby
Původní verze alba obsahovala deset písní, přičemž o hlavní zpěv se dělili oba hlavní protagonisté. Autory textů i hudby jsou oba hudebníci, do některých písní přispěl víc Eno, jinam Cale. Cale Enův způsob psaní textů popsal následovně: „Začne se samohláskami a postupuje k souhláskám, pak se pomalu stáčí ke slovům a frázím, podivným frázím, které by nikdo jiný nepoužil.“ Texty ale vznikaly různými způsoby. Například Eno řekl něco, co dávalo smysl, Cale opětoval frází, která příliš smysl nedávala, a Eno prohlásil něco naprosto nesmyslného. Z toho vznikly různé klamy.
První stranu gramofonové LP desky otevírala „Lay My Love“. Jde o uvolněnou píseň s výrazným opakujícím se smyčcovým motivem. Následuje „One Word“, ve které zpočátku zpívá Eno, načež se však přidává i Cale. Později jsou hlasy v několika vrstvách a různé se proplétají. Následuje čtyřminutová „In the Backroom“, v níž hlavní vokál obstarává John Cale a vedle ústřední dvojice zde hraje jeho dlouholetý spolupracovník David Young. Na čtvrté pozici je Enem zpívaná „Empty Frame“. Píseň „Cordoba“ byla inspirována dvěma teroristy snažícími se umístit bombu do autobusu. Eno se zde inspiroval frázemi z jazykového průvodce Spanish in Three Months. Jde o píseň s klidným Caleovým vokálem doplněným o zvuky syntezátorů a perkusních nástrojů. Cale vydal o dva roky později klavírní verzi písně na svém koncertním albu Fragments of a Rainy Season. Coververze písně „Spinning Away“ od kapely Sugar Ray byla použita na soundtracku k filmu Pláž.
Následuje „Footsteps“, jíž vedle Caleova zpěvu dominují perkusivní a elektronické zvuky. Osmá „Been There, Done That“ se nese ve veselém duchu a se svou délkou (méně než tři minuty) je nejkratší skladbou na albu. Píseň „Crime in the Desert“ vypráví těžký příběh desperáta a výrazným prvkem písně je klavír. Cale vyzdvihoval Enův styl zpěvu v této písni, který mu připomínal jódlování. Album uzavírá čtyř a půlminutová Enova sólová píseň „The River“. Využívá zde automatického bubeníka a syntezátoru omnichord. Dále zde hraje jeho bratr Roger Eno (klávesy) a Nell Catchpole (housle). Bonusová „You Don't Miss Your Water“ je coververzí v původní verzi od amerického zpěváka Williama Bella. „Palanquin“ je instrumentální skladba s dominantním klavírem. Na jedné verzi reedice se nachází Calem zpívaná píseň „Grandfather's House“.

## Kritika
Publicista William Ruhlmann nahrávku ve své recenzi pro server Allmusic označil za jedno z nejlepších alb, jaké kdy oba protagonisté vytvořili. David Handelman nahrávku v časopisu Rolling Stone označil za klenot. V závěru recenze doplnil, že duo neusiluje o složité texty, místo toho však vytváří strašidelné, ale chytlavé zvukové prostředí. Recenzent Steve Lowe v deníku The Guardian uvedl, že jsou si interpreti příliš blízcí na to, aby pracovali dohromady, a spolupráci označil slovy „téměř doslova vražda“. Kritik Robert Christgau album vyzdvihoval a nahrávku označil za následovníka Enovy druhé sólové desky Another Green World (1975). O Caleově přínosu napsal, že „nezněl tak jistě od doby, kdy hrál druhé housle Lou Reedovi [frontmanovi The Velvet Undergdound]“. Publicista Chris O’Leary, který v retrospektivní recenzi z roku 2017 na serveru Pitchfork Media album ohodnotil 8,7 z deseti, o desce řekl, je „albem svárů, kontrastů, cyklů a popových písní tak vrstvených a euforických, že patří mezi nejlepší alba, jaká kdy každý z umělců vydal.“ Za jedno z nejlepších alb nahrávku označoval také novinář Jim DeRogatis. V žebříčku Modern Rock Tracks časopisu Billboard se album umístilo na jedenácté příčce.

## Seznam skladeb
Autory všech skladeb jsou John Cale a Brian Eno. Výjimkou jsou skladby „You Don't Miss Your Water“, kterou napsal William Bell, a „The River“, již napsal Eno sám.
| Původní verze  | Původní verze         | Původní verze  | Původní verze |
| Pořadí         | Název                 | Hlavní vokál   | Délka         |
| -------------- | --------------------- | -------------- | ------------- |
| 1.             | Lay My Love           | Eno            | 4:44          |
| 2.             | One Word              | Eno/Cale       | 4:34          |
| 3.             | In the Backroom       | Cale           | 4:02          |
| 4.             | Empty Frame           | Eno            | 4:26          |
| 5.             | Cordoba               | Cale           | 4:22          |
| 6.             | Spinning Away         | Eno            | 5:27          |
| 7.             | Footsteps             | Cale           | 3:13          |
| 8.             | Been There, Done That | Cale           | 2:52          |
| 9.             | Crime in the Desert   | Cale           | 3:42          |
| 10.            | The River             | Eno            | 4:23          |
| Celková délka: | Celková délka:        | Celková délka: | 41:30         |

| Bonusy na reedici (2005) – svět mimo USA | Bonusy na reedici (2005) – svět mimo USA | Bonusy na reedici (2005) – svět mimo USA | Bonusy na reedici (2005) – svět mimo USA |
| Pořadí                                   | Název                                    | Hlavní vokál                             | Délka                                    |
| ---------------------------------------- | ---------------------------------------- | ---------------------------------------- | ---------------------------------------- |
| 11.                                      | Grandfather's House                      | Cale                                     | 3:08                                     |
| 12.                                      | You Don't Miss Your Water                | Eno                                      | 3:46                                     |

| Bonusy na reedici (2005) – USA | Bonusy na reedici (2005) – USA | Bonusy na reedici (2005) – USA | Bonusy na reedici (2005) – USA |
| Pořadí                         | Název                          | Hlavní vokál                   | Délka                          |
| ------------------------------ | ------------------------------ | ------------------------------ | ------------------------------ |
| 11.                            | You Don't Miss Your Water      | Eno                            | 3:46                           |
| 12.                            | Palanquin                      | instrumentální                 | 2:36                           |

## Obsazení
Hudebníci
- John Cale – zpěv (2, 3, 5, 7, 8, 9), klavír (1, 2, 3, 4, 8), klávesy (5, 6, 7, 9), varhany (1, 2, 4), baskytara (2), harfa (3), viola (5, 6), perkuse, tympány (2), darbuka (4), dechy (3), smyčce (5), virbl (9), aranžmá (5, 8, 9), aranžmá zpěvu (2, 3, 7)
- Brian Eno – zpěv (1, 2, 4, 6, 9, 10), klávesy (1, 10), kytara (2, 4, 9), slide kytara (3), indický buben (1), baskytara (7, 9), zvony (3), omnichord (10), varhany (4), malé nigerijské varhany (9), rhythm bed (1, 2, 3, 4, 5, 6), efekty (2, 3), viola (8), violové efekty (8), doprovodné vokály (4, 5, 7, 8), aranžmá (5, 6, 8, 9), aranžmá zpěvu (2, 4)
- Robert Ahwai – kytara (1, 2, 6, 9)
- Nell Catchpole – housle (1, 6, 10), aranžmá (10)
- Rhett Davies – doprovodné vokály (8)
- Jeff Foster – doprovodné vokály (8)
- Daryl Johnson – baskytara (1, 6, 8)
- Ronald Jones – bicí (8), tabla (7), virbl (1, 2), basový buben (2)
- Bruce Lampcov – doprovodné vokály (8)
- Dave Young – kytara (3, 4, 8), baskytara (4)
- Roger Eno – klávesy (10)
- Daniel Lanois – kytara (pouze bonus – „You Don't Miss Your Water“)

Technická podpora
- Brian Eno – producent, zvukový inženýr, mixing, design obalu
- John Cale – koproducent
- Oz Fritz – zvukový inženýr
- Dave Young – zvukový inženýr
- Bruce Lampcov – mixing
- Rhett Davies – mixing
- Stephen Marcussen – mastering
- Tony Cousins – mastering
- Kevin Cann – design obalu